# Saint-Oulph

Saint-Oulph este o comună în departamentul Aube din nord-estul Franței. În 1 ianuarie 2022 avea o populație de 326 de locuitori.